# ۴۸۶ (خورشیدی)
۴۸۶ چهارصد و هشتاد و ششمین سال هجری خورشیدی است.